# 岡村眞
岡村 眞（おかむら まこと、1949年2月5日 - ）は、地質学者、高知大学教育研究部自然科学系理工学部門, 名誉教授。専門は地震地質学。

## 経歴
佐賀県生まれ。1972年3月、鹿児島大学理学部地学科卒業。1974年3月、東北大学大学院理学研究科修士課程修了。1976年12月、東北大学大学院理学研究科博士課程退学。1977年1月、熊本大学教育学部助手。
1979年10月、高知大学に赴任。理学部助手、講師、助教授を経て、1994年4月教授。1990年2月、理学博士（東北大学）。理学部自然環境科学科長、教育研究部自然科学系理学部門教授、総合研究センター防災部門（南海地震防災支援センター）部門長等を歴任した。2018年4月より現職。
内閣府中央防災会議「東北地方太平洋沖地震を教訓とした地震・津波対策に関する専門調査会」委員、内閣府「南海トラフの巨大地震モデル検討有識者会議」委員、高知県南海地震条例つくり検討会会長。
2013年度日本地質学会表彰を受けた。